# Robin Knoche
Robin Knoche (Braunschweig, 22 mei 1992) is een Duits voetballer die doorgaans als centrale verdediger speelt. Hij stroomde in 2011 door uit de jeugd van VfL Wolfsburg en verruilde die club in augustus 2020 voor Union Berlin.

## Clubcarrière
Knoche speelde in de jeugd voor Germania Lamme en SV Olympia Braunschweig en werd in 2005 opgenomen in de jeugdopleiding van VfL Wolfsburg. Coach Felix Magath liet hem op de derde speeldag van het seizoen 2011/12 debuteren in het betaald voetbal, tegen Borussia Mönchengladbach. Hij viel zes minuten voor affluiten in voor Josué. Knoche speelde dat seizoen drie wedstrijden in de Bundesliga en elf in 2012/13. Hij werd in 2013/14 vervolgens een onbetwiste basisspeler. Zijn teamgenoten en hij eindigden dat seizoen op de vijfde plaats. Hierdoor mocht hij in 2014/15 voor het eerst aantreden in de Europa League. Wolfsburg en hij bereikten dat jaar de kwartfinale, waarin ze zich stukliepen op Napoli. Knoche en zijn teamgenoten werden in 2014/15 tweede in de Bundesliga en wonnen de DFB-Pokal. Coach Dieter Hecking gaf hem geen speeltijd in de finale. Knoche speelde in 2015/16 voor het eerst in de Champions League. Hij miste de hele groepsfase vanwege een blessure, maar speelde wel beide wedstrijden in de achtste finale tegen KAA Gent. Hij bleef daarna allebei de duels in de kwartfinale op de bank, tegen Real Madrid. Na deze hoogtijdagen beleefde Knoche moeilijker tijden met Wolfsburg. Zijn ploeggenoten hij werden in zowel 2016/17 als 2017/18 zestiende. Ze moesten zich daardoor twee keer redden via de play-offs tegen degradatie, tegen Eintracht Braunschweig en Holstein Kiel. Knoche stond alle vier deze wedstrijden in de basis en scoorde in Kiel. Vanaf 2018/19 vonden zijn teamgenoten en hij weer aansluiting met de Duitse subtop.
Knoche verruilde Wolfsburg in augustus 2020 transfervrij voor Union Berlin. Dat had er toen net zijn allereerste jaar in de Bundesliga opzitten. Nadat hij in zijn laatste jaar bij Wolfsburg minder vaak had gespeeld, maakte coach Urs Fischer hem in Berlijn meteen basisspeler. Knoche stond in zijn eerste seizoen bij Union iedere speelronde in de basis. In de twee jaar die volgden miste hij in totaal drie keer de aftrap. Hij behoorde zo tot de kern van het Union Berlin dat in 2022/23 vierde werd in de Bundesliga en zich daarmee voor het eerst in de clubgeschiedenis plaatste voor de Champions League. Hij scoorde dat seizoen ook voor het eerst in een Europees toernooi, tegen zowel Malmö FF, SC Braga, Ajax als Union Sint-Gillis in de Europa League.

## Clubstatistieken
| Seizoen     | Club          | Competitie  | Competitie | Competitie | Beker | Beker | Internationaal | Internationaal | Totaal | Totaal |
| Seizoen     | Club          | Competitie  | Wed.       | Dlp.       | Wed.  | Dlp.  | Wed.           | Dlp.           | Wed.   | Dlp.   |
| ----------- | ------------- | ----------- | ---------- | ---------- | ----- | ----- | -------------- | -------------- | ------ | ------ |
| 2011/12     | VfL Wolfsburg | Bundesliga  | 3          | 0          | 0     | 0     | —              | —              | 3      | 0      |
| 2012/13     | VfL Wolfsburg | Bundesliga  | 11         | 0          | 2     | 0     | —              | —              | 13     | 0      |
| 2013/14     | VfL Wolfsburg | Bundesliga  | 32         | 3          | 3     | 0     | —              | —              | 35     | 3      |
| 2014/15     | VfL Wolfsburg | Bundesliga  | 27         | 2          | 3     | 0     | 11             | 0              | 41     | 2      |
| 2015/16     | VfL Wolfsburg | Bundesliga  | 11         | 1          | 0     | 0     | 2              | 0              | 13     | 1      |
| 2016/17     | VfL Wolfsburg | Bundesliga  | 23         | 1          | 2     | 0     | —              | —              | 25     | 1      |
| 2017/18     | VfL Wolfsburg | Bundesliga  | 24         | 1          | 3     | 0     | —              | —              | 27     | 1      |
| 2018/19     | VfL Wolfsburg | Bundesliga  | 31         | 3          | 3     | 0     | —              | —              | 34     | 3      |
| 2019/20     | VfL Wolfsburg | Bundesliga  | 21         | 1          | 2     | 1     | 8              | 0              | 31     | 2      |
| Club totaal | Club totaal   | Club totaal | 183        | 12         | 18    | 1     | 21             | 0              | 222    | 13     |
| 2020/21     | Union Berlin  | Bundesliga  | 34         | 1          | 2     | 0     | —              | —              | 36     | 1      |
| 2021/22     | Union Berlin  | Bundesliga  | 33         | 0          | 5     | 1     | 8              | 0              | 46     | 1      |
| 2022/23     | Union Berlin  | Bundesliga  | 32         | 2          | 4     | 1     | 10             | 4              | 46     | 7      |
| 2023/24     | Union Berlin  | Bundesliga  | 3          | 0          | 1     | 1     | 0              | 0              | 4      | 1      |
| Club totaal | Club totaal   | Club totaal | 102        | 3          | 12    | 3     | 18             | 4              | 132    | 10     |

Bijgewerkt t/m 13 september 2023.

## Interlandcarrière
Knoche speelde in Duitsland –20 en Duitsland –21. Hij nam met het laatstgenoemde team deel aan het EK –21 van 2015.

## Erelijst
| DFB Pokal    | 1x | 2014/15 |
| DFL-Supercup | 1x | 2015    |

1 Rønnow ·
2 Vogt ·
4 Leite ·
5 Doekhi ·
7 Vertessen ·
8 Khedira ·
9 Prtajin ·
10 Volland ·
11 Jeong ·
12 Klaus ·
13 Schäfer ·
14 Querfeld ·
15 Rothe ·
16 Hollerbach ·
17 Pefok ·
18 Juranović ·
19 Haberer ·
20 Bénes ·
21 Skarke ·
23 Ilić ·
24 Skov ·
26 Roussillon ·
28 Trimmel  ·
29 Tousart ·
36 Kemlein ·
37 Schwolow ·
Coach: Baumgart
Keeperstrainer: Gspurning